# Примусові заходи виховного характеру
Примусовими заходами виховного характеру є певні заходи, які суд застосовує до неповнолітнього в разі звільнення від кримінальної відповідальності, звільнення від покарання, а також у разі застосування відповідного заходу адміністративного впливу.

## Підстави застосування
Примусові заходи виховного характеру можуть застосовуватися лише до осіб, які на момент вчинення злочину були неповнолітніми. Ці заходи можуть застосовуватися у разі звільнення від кримінальної відповідальності неповнолітнього, який уперше вчинив кримінальний проступок або необережний нетяжкий злочин, а також у разі звільнення від покарання неповнолітнього, який учинив кримінальний проступок або нетяжкий злочин, щиро розкаявся після вчинення злочину та в подальшому поводився бездоганно, а тому на момент постановлення вироку не потребує покарання.
Суд також застосовує примусові заходи виховного характеру до особи, яка не досягла віку кримінальної відповідальності і вчинила суспільно небезпечне діяння.

## Мета
Метою застосування примусових заходів виховного характеру є забезпечення інтересів неповнолітнього, які полягають в одержанні ним необхідного виховання, освіти, лікування, захисту від насильства та жорстокості, соціальної допомоги, а також у наявності можливості пристосуватися до реалій навколишнього життя, підвищити свій культурний, соціальний та загальноосвітній рівень, набути професії та працевлаштуватися.

## Виховні заходи
За наявності підстав для застосування виховних заходів суд може застосувати:
- застереження
- обмеження дозвілля і встановлення особливих вимог до поведінки неповнолітнього
- передача неповнолітнього під нагляд батьків, осіб, які їх заміняють, педагогічного чи трудового колективу, окремих громадян на їх прохання
- покладення на неповнолітнього, який досяг п'ятнадцятирічного віку і має майно, кошти чи заробіток, обов'язку відшкодування заподіяних майнових збитків
- направлення неповнолітнього до спеціальної навчально-виховної установи

До неповнолітнього може бути застосовано кілька примусових заходів виховного характеру. Тривалість таких заходів, як обмеження дозвілля та передача під нагляд, встановлюється судом. Суд може також визнати за необхідне призначити неповнолітньому вихователя.

### Застереження
Застереження, яке є найбільш м'яким заходом виховного характеру, полягає в роз'ясненні судом неповнолітньому наслідків його дій, оголошенні осуду за ці дії та попередженні про суворіші наслідки в разі продовження протиправної поведінки чи вчинення нового злочину.

### Обмеження дозвілля
Під обмеженням дозвілля і встановленням особливих вимог до поведінки неповнолітнього розуміється наступне:
- обмеження перебування поза домівкою в певний час доби
- заборона відвідувати певні місця, змінювати без згоди органу, який здійснює над ним нагляд, місце проживання, навчання чи роботи, виїжджати в певну місцевість
- покладення обов'язку продовжити навчання, пройти курс лікування
- інше.

Тривалість застосування цього заходу виховного характеру визначає суд окремо щодо кожного конкретного випадку. З урахуванням даних про особу неповнолітнього та характеру вчиненого діяння суд визначає, які види дозвілля обмежити, які заборонити, які обов'язки слід покласти. На практиці цей захід виховного впливу застосовується на декілька місяців.

### Передача неповнолітнього під нагляд
Передача неповнолітнього під нагляд батьків чи осіб, що їх заміняють (усиновителі, опікуни та піклувальники) можлива лише за наявності даних про те, що вказані особи здатні позитивно впливати на неповнолітнього, здійснювати контроль за ним та запобігати вчиненню нових злочинів. Питання про це суд вирішує з урахуванням даних, що їх характеризують. Неприпустимо застосовувати цей захід щодо батьків, які позбавлені батьківських прав чи не здатні позитивно впливати на неповнолітнього через свою поведінку. Також суд має отримати їх згоду на це, попри те, що прямо в законодавстві це не передбачено. 

Неповнолітнього можна передати під нагляд педагогічного, трудового колективу чи окремого громадянина. При цьому вони мають бути спроможні здійснювати позитивний вплив на неповнолітнього, постійно та належним чином контролювати його поведінку; вони зобов'язані це робити. 

Строк нагляду суд встановлює з урахуванням обставин справи та мети виправлення. Як правило, нагляд має здійснюватись не менше одного року, оскільки менший термін є неефективним; при цьому строк має бути не довше досягнення особою повноліття. 

Також передача неповнолітнього під нагляд може застосовуватися до нього як захід адміністративного впливу. Він полягає у посиленому впливі і контролі за поведінкою порушника, але ці заходи впливу є менш суворими, ніж передбачені в кримінальному законодавстві. На неповнолітнього покладається додатковий обов'язок сприймати цей вплив. Законом не визначені вимоги до особи, під нагляд якої віддається неповнолітній, але, як і в кримінальному законодавстві, це має бути повнолітня особа, яка здатна позитивно впливати на порушника та має реальну можливість здійснювати цей вплив.

### Покладення обов'язку відшкодувати майнові збитки
Цей захід виховного характеру можна застосовувати лише до неповнолітніх, які досягли п'ятнадцятирічного віку, мають власне майно, власні кошти, що є його власністю, або заробіток. При цьому суд вказує розміри стягнення та строк виконання цього рішення.

### Направлення до спеціальної навчально-виховної установи
Неповнолітні, які вийшли з-під контролю батьків чи осіб, що їх заміняють, не піддаються виховному впливу та не можуть бути виправлені шляхом застосування інших заходів виховного впливу, направляються до спеціальних навчально-виховних установ. Туди не можуть бути направлені інваліди та інші діти, яким відповідно до Інструкції про медичне обстеження дітей і підлітків, які направляються до загальноосвітніх шкіл та професійних училищ соціальної реабілітації для дітей і підлітків, які потребують особливих умов виховання (від 20 серпня 2007), а саме пунктів 11, 12, 14 протипоказано направлятися до вказаних установ. До цих установ належать загальноосвітні школи соціальної реабілітації та професійні училища соціальної реабілітації. Неповнолітній за своїм правовим статусом є учнем, щодо якого положеннями про дані навчальні заклади встановлені певні обмеження.

До загальноосвітніх шкіл соцреабілітації направляють неповнолітніх віком від 11 до 14 років, а до професійних училищ соцреабілітації — від 14 до 18 років. Учнів тримають у зазначених установах у межах встановленого судом строку, але не більше трьох років: у загальноосвітніх школах соцреабілітації — до досягнення ними 14 років, у професійних училищах соцреабілітації — до досягнення ними 18 років, а у виняткових випадках (якщо це необхідно для завершення навчального року або професійної підготовки) — відповідно до 15 та 19 років. Учні загальноосвітніх шкіл соцреабілітації, яким виповнилося 15 років і які не стали на шлях виправлення, можуть бути направлені до професійного училища соціальної реабілітації. Дострокове звільнення зі спеціальної навчально-виховної установи провадиться за клопотанням ради школи чи училища на підставі постанови судді за місцем знаходження. До клопотання долучається особова справа, де зазначаються ставлення учня до навчання, праці та його поведінка під час перебування в установі. 

У постанові судді мають бути зазначені тип навчально-виховної установи та строк перебування там. Конкретний заклад освіти там не зазначається, його обирає відповідний орган освіти.